# مارتن بينو شميت
مارتن بينو شميت (بالألمانية: Martin Benno Schmidt)‏ هو عالم أمراض وأستاذ جامعي ألماني، ولد في 23 أغسطس 1863 في لايبزيغ في ألمانيا، وتوفي في 27 نوفمبر 1949 في ميتنفالد في ألمانيا.